# Miasto Grubišno Polje
Miasto Grubišno Polje (chorw. Grad Grubišno Polje) – jednostka administracyjna w Chorwacji, w żupanii bielowarsko-bilogorskiej. W 2011 roku liczyła 6478 mieszkańców.

## Miejscowości
- Dapčevački Brđani
- Dijakovac
- Donja Rašenica
- Gornja Rašenica
- Grbavac
- Grubišno Polje
- Ivanovo Selo
- Lončarica
- Mala Barna
- Mala Dapčevica
- Mala Jasenovača
- Mala Peratovica
- Mali Zdenci
- Munije
- Orlovac Zdenački
- Poljani
- Rastovac
- Treglava
- Turčević Polje
- Velika Barna
- Velika Dapčevica
- Velika Jasenovača
- Velika Peratovica
- Veliki Zdenci